# Dave Raggett

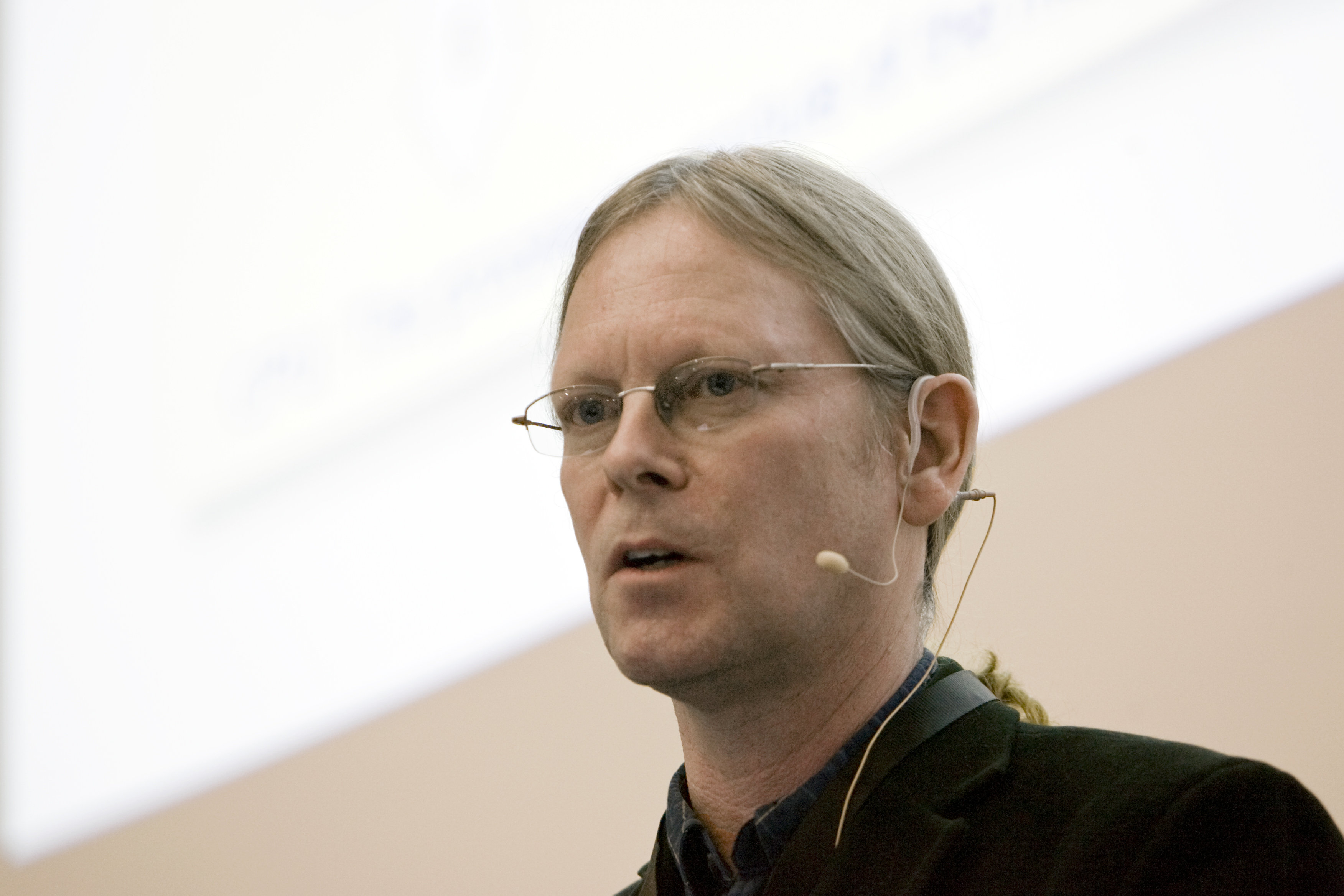
Dave Raggett 2008

Dave Raggett (* 8. Juni 1955) ist ein britischer Informatiker.
Er wuchs in England auf und machte an der University of Oxford seinen Doktor. Er ist seit der Frühphase des World Wide Web mit dessen Entwicklung verbunden. Seit 1992 leistete er über Jahre hinweg zahlreiche Beiträge zur Entwicklung von HTML. Er ist Koautor von HTML 3 bis HTML 4.01. Des Weiteren schrieb er ein kleines Programm HTML Tidy, das die Syntax des HTML Codes auf ihre Richtigkeit überprüft und korrigiert, und HTML Slidy, das in XHTML Präsentationen vorführen kann. Im April 2007 übernahm er den Vorsitz des W3C. Seit August 2007 ist er Gastprofessor an der University of the West of England.